# Mario Furore
Mario Furore, né le 25 décembre 1988 à Foggia, est un homme politique italien du Mouvement 5 étoiles.

## Biographie
Membre du Mouvement 5 étoiles, il siège au Parlement européen depuis 2019.